# بيورن لارسن (مجدف)
بيورن لارسن (بالإنجليزية: Bjorn-Tore Larsen, Jr.) هو مجدف أمريكي، ولد في 25 سبتمبر 1979.

## وصلات خارجية
- بيورن لارسن على موقع الاتحاد الدولي للتجديف (الإنجليزية)